# OM System OM-5
Das Kameramodell OM System OM-5 ist ein digitales, spiegelloses Systemkameragehäuse des herstellerübergreifenden Micro-Four-Thirds-Systems, das im Oktober 2022 angekündigt wurde. Es ist die erste Kamera des Herstellers OM Digital Solutions, das nicht mehr den Markennamen Olympus auf dem Gehäuse trägt. Aus technischer Sicht handelt es sich um das Nachfolgemodell der Olympus OM-D E-M5 III.

## Technische Merkmale und Neuerungen
Die OM System OM-5 übernimmt mehrere technische Neuerungen vom ehemaligen Olympus Spitzenmodell OM-D E-M1 III, wobei das Gehäuse des Vorgängermodells Olympus OM-D E-M5 III und dessen Anordnung der Bedienelemente weitgehend erhalten bleiben.
Die Auflösung der Kamera bleibt bei 20 Megapixeln (5760 × 4320 Pixel). Die Aktualisierung auf den TruPic IX-Prozessor bietet jedoch die neue Funktion Handheld High Res Shot, mit der mehrere ohne Stativ aufgenommene Fotos in der Kamera zu einem Bild von 8160 × 6120 Pixeln kombiniert werden können. Mit der Sensor-Shift-Funktion, die ein Stativ voraussetzt, sind Aufnahmen bis 10.368 × 7776 Pixel möglich.
Ein eingebauter Neutraldichtefilter erlaubt die Arbeit mit sehr langen Belichtungszeiten. Seine Stärke ist einstellbar zwischen einer und vier Blendenstufen (ND16).
Die Videofunktionen wurden gegenüber dem Vorgängermodell erweitert: Die OM System OM-5 nimmt 4K-Videos mit 30 Bildern pro Sekunde auf, bei Full HD sind 120 Bilder pro Sekunde möglich. Neu ist ebenfalls die Unterstützung der USB Video Class Schnittstellen, sodass die Kamera als Webcam genutzt werden kann. In diesem Modus liefert sie Full HD-Auflösung mit 30 Bildern pro Sekunde.  Der Bildstabilisator funktioniert auch beim Filmen. Ein Mikrofon ist in der Kamera eingebaut, externe Mikrofone können ebenfalls angeschlossen werden. Eine neue Funktion ist die Aufnahme von Videos im Hochformat, insbesondere für soziale Netzwerke relevant.